# 蔣澎龍
蔣 澎龍（チャン・ポンロン、Chiang Peng-Lung、1976年7月24日 - ）は、台湾の男子卓球選手。右利きペンドライブ主戦型。澎湖県馬公市出身。

## 略歴
1990年代後半から台湾のエースとして活躍し、2001年の第46回世界選手権のシングルスではティモ・ボルや劉国梁らを倒して銅メダルを獲得。

## プレースタイル
長身から繰り出される破壊力あるドライブに加え、シェークハンドのバックハーフボレーにも似た、世界最速とまで言われるバックプッシュを繰り出し、ドラゴンプッシュと呼ばれた。

## 主な戦績
- 1997年
  - 第44回世界選手権マンチェスター大会 混合ダブルス3位（陳静と）
- 2000年
  - アジア選手権ドーハ大会 男子シングルス優勝、男子ダブルス優勝（張雁書と）
- 2001年
  - 第46回世界選手権大阪大会 男子シングルス3位、男子ダブルス3位（張雁書と）
  - 男子ワールドカップ（クールマイヨール） 4位
- 2007年
  - 第49回世界選手権ザグレブ大会 男子ダブルス3位（張雁書と）